# طريق التنين (فلم)

Concord Production Inc.(hk)

طريق التنين (الصينية:猛龍過江) (بالإنجليزية: Way of the Dragon) هو فيلم فنون قتالية إنتاج عام 1972 من بطولة بروس لي وتشاك نوريس، الفيلم من تأليف وإنتاج وإخراج بروس لي، في عام 2010 وضعت مجلة إمباير الفيلم في المركز الخامس والتسعون ضمن قائمة The 100 Best Films Of World Cinema.

## القصة
تانغ لونغ (بروس لي) يسافر من هونغ كونغ إلى روما لمساعدة ابنة صديقه وأصدقاء عائلتها للتصدى لمافيا تسعى إلى الاستيلاء على مطعمهم بالقوة.في البداية يواجه بروس لي بعض المواقف التي تعثر طريقه.أولا في المطعم حيث أنه لم يعرف قراءة قائمة الأطعمة فكانت النتيجة أن أتته النادلة بخمسة صحون حساء.ثانيا أنه لم يتصرف جيدا لدى حضور أفراد العصابة فكانت النتيجة طرد العصابة لزبائن المحل.ولكن كان الموقف الحاسم عندما حضر المجرمون مرة أخرى فطلب أحد أصدقاء بروس لي منهم النزال في البهو الخلفي للمطعم.هنا لم يتمالك بروس لي نفسه فهب إلى القتال وطرح بهم أرضا.بعد هذه المعركة أصبح بروس لي محبوبا من نورا ومن زملائه الذين أساؤا تقديره في البداية.يواجه بروس لي وأصدقائه في مابعد الكثير من الصدامات مع العصابة.تنتهي بمؤامرة خبيثة للإطاحة ببروس لي عبر استدعاء مقاتلين من أمريكا واليابان وهم ثلاثة مقاتلين: (شاك نورس _ كولت) وتلميذه مع أحد اليابانيين!، دارت معركة بين بروس لي وبوب وال، انتصر بروس لي فيها كما انتصر على الياباني، ولكن أصدقاء بروس لي لقوا حتفهم على يد الخائن وانغ الذي قتلهم بعد لحاق بروس لي ل هو (العقل المدبر لزعيم المافيا الإيطالي)، يتواجه بروس لي مع شاك في (الكولوسيوم)الشهير في روما.المعركة رائعة للغاية، التقى بطلان في مكان أثري، بعد أن يتلقى بروس لي ضربا من شاك ويقع أرضا ينهض وهو يقفز على قدميه كالملاكم ويطيح بشاك أرضا.قام بروس بحركتان جعلت شاك مشلولا نصفيا.وفي نهاية المعركة لم يستسلم شاك فهجم على بروس لي الذي أطاح به بضربة على العنق أردته صريعا.
وانتهى الفيلم بفشل المؤامرة وقتل زعيم المافيا هو ووانغ.واعتقلته الشرطة.و ودع بروس نورا وقفل عائدا إلى وطنه.

## الممثلين
- بروس لي بدور «تانغ لونغ»
- نورا مياو «تشين هوا تشينج»
- تشاك نوريس «كولت»

## وصلات خارجية
- طريق التنين على موقع IMDb (الإنجليزية)
- طريق التنين على موقع روتن توميتوز (الإنجليزية)
- طريق التنين على موقع ألو سيني (الفرنسية)
- طريق التنين على موقع Turner Classic Movies (الإنجليزية)
- طريق التنين على موقع أول موفي (الإنجليزية)
- طريق التنين على موقع فيلمافينيتي (الإسبانية)
- طريق التنين على موقع قاعدة بيانات الأفلام السويدية (السويدية)
- طريق التنين على موقع قاعدة بيانات الفيلم (الإنجليزية)
- طريق التنين على موقع ليتربوكسد (الإنجليزية)
- طريق التنين على موقع كينوبويسك (الروسية)